# Hamélé
Ne doit pas être confondu avec Hamile.
Hamélé est un village du département et la commune rurale d'Ouessa, situé dans la province de l’Ioba et la région du Sud-Ouest au Burkina Faso.

## Géographie

### Situation et environnement
Le village est un poste frontière situé à environ 5 km au sud-est d'Ouessa (sur la route nationale 20 reliant Diébougou à l'ouest et Léo à l'est) par la route départementale qui rejoint le village limitrophe et paronyme d'Hamile, où la route se connecte à la route nationale 12 au Ghana.

### Démographie
- En 2006, le village comptait 3 720 habitants recensés, dont 50,1 % de femmes[1].